# ناحیه امیرت، شهرستان لیون، مینه‌سوتا
شهرستان امیرت، بخش لیون، مینه‌سوتا (به انگلیسی: Amiret Township, Lyon County, Minnesota) یک منطقهٔ مسکونی در ایالات متحده آمریکا است که در مینه‌سوتا واقع شده‌است.

## خصوصیات
شهرستان امیرت ۹۴٫۰ کیلومترمربع مساحت و ۲۳۰ نفر جمعیت دارد و ۳۶۸ متر بالاتر از سطح دریا واقع شده‌است.